# Classe Asakaze
La classe Kamikaze (神風型駆逐艦, Kamikaze-gata kuchikukan) de 1905, est une classe de trente-deux torpilleurs-destroyers construits pour la Marine impériale japonaise.
Elle est autrement appelée classe Asakaze, pour ne pas la confondre avec la classe Kamikaze de 1922.

Ils furent les premiers à être produits en masse au Japon.

## Contexte
Les destroyers de 3e classe Asakaze ont été commandés dans le cadre du programme d'expansion d'urgence de la Marine impériale japonaise de l'exercice budgétaire de 1904, à l'éclatement de la Guerre russo-japonaise (1904-1905).

Les 25 premiers navires ont été commandés en 1904, quatre navires supplémentaires ont été commandés en 1905, et les trois autres en 1906, portant le total à trente-deux navires. Les chantiers navals gouvernementaux japonais ont été submergés par le volume de la commande, et pour la première fois des chantiers navals civils ont été affectés pour produire des navires de guerre.

## Conception
Les navires sont sensiblement identiques à ceux de la classe Harusame, même coque et flush deck identique au dos de tortue du gaillard d'avant de ceux de classe Ikazuchi. Les cheminées ont été raccourcies pour donner une silhouette plus furtive pour les combats de nuit.

Les navires ont été alimentés par des moteurs à vapeur à triples extension avec des chaudières à tubes d'eau de Type Yarrow alimentées au charbon.

L'armement principal est composé de deux canons de 76 mm sont montés dans un « kiosque à musique » sur le gaillard d'avant. L'armement secondaire est plus important : il est composé de quatre canons cours de 76 mm (deux devant la tourelle de commandement, deux entre les entonnoirs). Les deux tubes simples pour les torpilles sont en poupe.

## Service
Seuls deux navires ont été lancés à temps pour être utilisés au cours de la Guerre russo-japonaise de 1904-1905.

Trop petits et inadaptés en mer forte, ils sont considérés obsolètes au moment de leur achèvement. Les destroyers de cette classe ont été rapidement retirés du service de combat de première ligne après la fin de la guerre, et ont été déclassés comme destroyers de 3e classe en août 1912. Le Asatsuyu fit naufrage au large de la baie de Nanao le 9 novembre 1913.
Cependant, en dépit de cette re-classification, tous les navires restants ont repris le service durant la Première Guerre mondiale. Le Shirotae a été perdu au combat le 3 septembre, 1914 au Siège de Tsingtao.

Après la fin de la guerre, les survivants ont été reconvertis pour servir de dragueurs de mines jusqu'en 1924 puis de navires auxiliaires non armés. Ils ont été détruits au fur et à mesure entre 1924 et 1928.

## Les unités
Arsenal naval de Yokosuka :
- Kamikaze (1906-1928)
- Hatsushimo (1905-1928)
- Yayoi (1905-1928)
- Kisaragi (1905-1928)
- Hibiki (1906-1928)
- Shirotae (1907-1914)
- Wakaba (1906-1928)
- Hatsuyuki (1906-1928)

Mitsubishi Heavy Industries-Nagasaki :
- Asakaze (1906-1928)
- Shiratsuyu (1906-1928)
- Shirayuki (1906-1928)
- Matsukaze (1907-1928)
- Minatsuki (1907-1928)

Kawasaki Dockyards-Kobe :
- Harukaze (1906-1928)
- Shigure (1906-1924)
- Hatsuharu (1907-1928)
- Uzuki (1907-1924)

Osaka Iron Works :
- Asatsuyu (1906-1914)
- Hayate (1907-1924)

Arsenal naval de Maizuru :
- Oite (1906-1924)
- Yunagi (1906-1924)
- Uranami (1908-1928)
- Isonami (1909-1928)
- Ayanami (1909-1928)

Arsenal naval de Sasebo :
- Yugure (1906-1928)
- Yudachi (1906-1928)
- Mikazuki (1906-1928)
- Nowaki (1906-1924)

Arsenal naval de Kure :
- Ushio (1905-1928)
- Nenohi (1905-1928)

Compagnie des docks d'Uraga :
- Nagatsuki (1907-1928)
- Kikuzuki (1907-1928)